# Rhythm & Blues Party feat. Red Holloway
Rhythm & Blues Party feat. Red Holloway  ist das zehnte Album der österreichischen Mojo Blues Band. Die CD wurde in einer dreitägigen Aufnahmesession im Wiener Jazzclub Jazzland aufgenommen. Als Gast wirkte der amerikanische Jazz- und Bluessaxophonist Red Holloway mit. Produziert wurde die Platte von der Mojo Blues Band und Hans Maitner.

## Historie
1992 gab der Saxophonist Red Holloway sein erstes Konzert im Jazzland. Diese Gelegenheit nutzte die Band, um gemeinsam mit ihm und dem Pianisten Axel Zwingenberger eine CD aufzunehmen. Wie der Bandleader Erik Trauner auf der Website der Gruppe berichtete, war für alle klar, dass nach diesem Erlebnis auch der Auftritt Red Holloways im Jahr 1995 für Plattenaufnahmen genutzt werden sollte.

## Titelliste
1. Get High As a Georgia Pine (T&M: Erik Trauner) – 3:52
2. Money Ain’t Reason Enough (T&M: Erik Trauner) – 3:25
3. Papa Tree Top Boogie (Sam Price-Albennie Jones-Milt) – 4:10
4. Cleanhead Blues (Jessie Mae Robinson-Eddie Vinson) – 4:40
5. Shovelin’ (Instrumental) (Mojo Blues Band) – 3:03
6. Why Don’tcha Stop It (Ella & Buddy Johnson) – 2:49
7. Take A Train, Train
(T: Red Holloway/M: Red Holloway & Henning Pertiet) – 5:36
8. I Keep On Drinking (Eurreal Montgomery) – 4:55
9. Slidin’ Back (Instrumental) (Mojo Blues Band & Henning Pertiet) – 6:03
10. The Corner Liquor Store (T&M: Erik Trauner/Red Holloway) – 8:46
11. Got My Mojo Working (Preston Foster) – 4:30